# Nina Laaf
Nina Laaf (* 1977 in Hilden) ist eine deutsche Bildhauerin.

## Leben
Laaf studierte von 2010 bis 2017 an der Staatlichen Akademie der Bildenden Künste in Karlsruhe bei Silvia Bächli, John Bock und Harald Klingelhöller. Sie war von 2016 bis 2017 Meisterschülerin bei Harald Klingelhöller. Nina Laaf lebt und arbeitet in Karlsruhe.

## Werk
Nina Laaf konstruiert aus mehreren kleinen Elementen große Skulpturen und raumgreifende Installationen. Sie setzt bewusst verschiedene Materialien, Formen und Farbgebung nebeneinander. Ihre künstlerischen Formen lehnen sich dabei an alltägliche Gegenstände an, die Nina Laaf aus ihrem herkömmlichen Zusammenhang löst.
Laafs großformatige Installationen fordern die Partizipation des Betrachters. Oftmals beziehen ihre Arbeiten sich konkret auf ihren Ausstellungsort.

## Ausstellungen (Auswahl)

### Einzelausstellungen (Auswahl)
- 2018: Nina Laaf – tiptoe | Städtische Galerie | Karlsruhe[1]
- 2016: Diplom betwixt | Akademie der Bildenden Künste Karlsruhe[2]

### Gruppenausstellungen (Auswahl)
- 2019: Welle, Skulpturenradweg Bauland-Odenwald, Seckach[3]
- 2018: Embarkation – Nina Laaf & Lukas Giesler, Galerie Sebastianskapelle, Ulm[4]
- 2017: TOP 0017 – Ausstellung der Meisterschüler der AdBK Karlsruhe, Kunsthalle Göppingen, Göppingen[5]
- 2017: 23. Karlsruher Künstlermesse, Regierungspräsidium Karlsruhe[6]
- 2016: Regionale #17 – Opportunismus | EADAEN | Straßburg, Frankreich[7]
- 2016: Regionale #17 – Vom Tragen und Stützen, M54, Basel, Schweiz[8]
- 2016: Kunstweg am Reichenbach #11(2016-2018), Gernsbach[9]

## Auszeichnungen
- 2019: Stipendiatin an der Cité Internationale des Arts Paris (Aufenthalt 2020)[10]
- 2018: Auslandsstipendium des Landes Baden-Württemberg
- 2018: Hanna-Nagel-Preis[11][12]
- 2017: Preis der 23. Karlsruher Künstlermesse[13]
- 2013: Preis der Akademie, Winterausstellung Akademie der Bildenden Künste Karlsruhe